# If I Can't Have You (Bee Gees)
If I Can't Have You è un brano musicale scritto dal gruppo musicale australiano Bee Gees, pubblicato il 13 dicembre 1977 negli Stati Uniti e il 6 gennaio 1978 nel Regno Unito. La canzone è stata remixata nel 2007 ed è stata inclusa nella raccolta Bee Gees Greatest del 1979.

## Cover principali

### Versione di Yvonne Elliman
La versione più nota è quella della cantante statunitense Yvonne Elliman, pubblicata il 23 gennaio 1978 come quarto singolo estratto dalla colonna sonora Saturday Night Fever. Il brano è stato scritto dai Bee Gees. La versione di Yvonne Elliman ha ottenuto grande successo in tutto il mondo. La versione presente nel 45 giri è invece quella dei Bee Gees.

### Versione di Kim Wilde
Il 28 giugno 1993 la cantante britannica Kim Wilde ha realizzato un'altra cover della canzone. Anche la versione di Kim Wilde ha ottenuto grande successo in tutto il mondo.

## Altre cover
- I This Way Up nel 1987 hanno realizzato una cover della canzone.
- Gli Eve's Plum hanno realizzato un'altra cover nel 1995.
- Gli Young Divas hanno realizzato una terza cover nel 2007
- Sharleen Spiteri del gruppo musicale Texas ha realizzato una quarta cover nel 2010
- Jess Glynne ha realizzato una quinta cover nel 2016.
- Demi Lovato ha realizzato una sesta cover nel 2017.